# Arianops digitata
Arianops digitata är en skalbaggsart som beskrevs av Barr 1974. Arianops digitata ingår i släktet Arianops och familjen kortvingar. Inga underarter finns listade i Catalogue of Life.